# 宗佻
宗佻（?—?），又作宋佻，中国新朝至东汉時代初期武将，更始政权的将领。
23年，绿林军拥立刘玄为皇帝，重建汉朝，年号更始。王莽派大司空王邑、大司徒王寻率领大军攻打昆阳，汉军的成国上公王凤、廷尉大将军王常留守昆阳，太常偏将军刘秀与骠骑大将军宗佻、五威将军李轶等十三骑出城求援。最后取得昆阳之战的胜利。
24年，刘玄迁都长安，封刘姓宗族：刘祉为定陶王，刘庆为燕王，刘歙为元氏王，刘嘉为汉中王，刘赐为宛王，刘信为汝阴王。然后立异姓王：王匡为泚阳王，王凤为宜城王，朱鲔为胶东王，王常为邓王，申屠建为平氏王，陈牧为阴平王，卫尉大将军张卬为淮阳王，执金吾大将军廖湛为穰王，尚书胡殷为随王，柱天大将军李通为西平王，五威中郎将李轶为舞阴王，水衡大将军成丹为襄邑王，骠骑大将军宗佻为颍阴王，尹尊为郾王。